# 算術平均
算術平均（さんじゅつへいきん、英: arithmetic mean）または相加平均（そうかへいきん）とは、広義の平均の中で最も代表的な値のことで、数の集合やデータ、確率分布に対して、個数と合計を保ったまま均一に1つの値に代表させた（つまり均した）値のことである。統計学においてだけでなく、数学のその他の分野、物理学、経済学、社会学、歴史学などあらゆる学問分野で算術平均が使われている。
例えば、国内総生産を人口で割った算術平均からその国民の平均収入を推定することができる。
数学などでは、幾何平均や調和平均などの他の広義の平均と区別するため、区別が必要な場合は算術平均または相加平均と呼ばれる。特に統計学では、データ（母集団、標本）の代表値の一つであり、他の広義平均との区別が明らかであれば平均値と呼ばれる。
上記の平均年収の例を見ても分かるように、算術平均を代表値として使う場合には、ロバスト統計量ではないことに注意が必要である。外れ値の影響を大きく受ける。特に歪度の大きい分布では算術平均は最大値と最小値の「真ん中」から外れることがあり、中央値などのロバスト統計量の方が代表値としてふさわしい場合がある。
標準偏差や相関係数を定義するために、算術平均は必要な概念となる。

## 定義
数の集合、またはデータ（母集団、標本）を考えるとき、それがとる値全体を a1, a2, …, an とすると、その算術平均 m は次の式で定義される。
{\displaystyle m={\frac {1}{n}}\textstyle \sum \limits _{k=1}^{n}a_{k}={\dfrac {a_{1}+a_{2}+\cdots +a_{n}}{n}}}

### 統計学における平均値
統計学においては、他の広義の平均（幾何平均、調和平均など）と区別されることがことわりなくても明らかである場合は、算術平均は単に「平均値」と呼ばれる。平均値を考える対象が何であるかによって呼称と表記が異なる。

#### データの平均値
変量 x のデータの平均値を {\displaystyle {\bar {x}}} で表す。

#### 標本調査における平均値
母集団の平均を母平均 (population mean)、標本の平均は標本平均 (sample mean) と呼ぶ。母平均を μ、標本平均を m などと書いて区別する。

#### 確率分布の平均
確率分布に対して、その確率変数が離散型である場合は、データの平均値と同様に平均（期待値）が定義される。
確率空間 (Ω, F, P) において、確率変数 X が高々可算個 x1, x2, … を取るとき（離散型確率変数）、X の期待値 E[X] は
{\displaystyle E[X]=\textstyle \sum \limits _{i=1}^{\infty }x_{i}P(X=x_{i})}
で定義される。
特に確率変数のとりうる値が有限個であるとき、この定義は#データの平均値の定義と同じである。

## 動機となる属性
算術平均には、代表値として用いるのに適した次のような属性がある。
- {\displaystyle a_{1},\cdots ,a_{n}} の算術平均を {\displaystyle m} とすると、偏差の総和（合計）は必ず 0 になる：
{\displaystyle (a_{1}-m)+\cdots +(a_{n}-m)=\textstyle \sum \limits _{k=1}^{n}a_{k}-nm=0}

この等式は、力学的には次のような意味になる：データの値 ak を横軸、度数を縦軸とするヒストグラムを作成すると、ヒストグラムの形をした物体の重心は平均値 m が表す点の上にある。
- 数 {\displaystyle x} に対して、データの値との差の平方の総和 {\displaystyle \textstyle \sum \limits _{k=1}^{n}(a_{k}-x)^{2}} をとる関数を考えるとき、この関数はデータの算術平均値 {\displaystyle x={\frac {1}{n}}\textstyle \sum \limits _{k=1}^{n}a_{k}}（のみ）で最小となる。
- 正規分布などの左右対称な確率分布においては、平均値は中央値と等しくなる。

## 算術平均と中央値
算術平均は、多くの場合に中央値とは異なる。例えば、標本空間 {1,2,3,4} の算術平均は2.5であり、中央値と一致する。しかし {1,2,4,8,16} のように偏った標本空間では中央値と算術平均は大きく異なる。この場合の算術平均は6.2だが、中央値は4である。算術平均と中央値との差は、その標本空間の偏りを表している。
この性質は経済学などで応用されている。例えば1980年代以降のアメリカ合衆国では、収入の中央値は収入の算術平均より低く、その差は広がり続けている。これは貧富の差が広がっていることを意味する。

## 角度
位相や角度などの周期的データを扱う場合は、特別な配慮が必要である。1°と 359°の単純な算術平均は 180°になってしまうが、これは2つの意味で正しくない。
- 角度の値は360°（単位がラジアンの場合は 2π）の剰余として定義される。したがって、1°と 359°を、1°と −1°とみなすこともできるし、1°と 719°とみなすこともでき、それぞれの単純な算術平均は異なる。
- この例では 0°（または 360°）が幾何学的により良い「平均」であり、これの方がばらつきが小さい。

一般にこのような場合に単純に算術平均を求めると、平均値が値の範囲の中央付近になる傾向がある。これを防ぐには、ばらつきが最小となるような点を平均値とし、円周上の2点の角度の小さい方を2点の角度とするよう再定義する。

## 一般の代数系への拡張
算術平均は加法とスカラー倍が定義された数（実数、複素数、ベクトル等）に対して定義できる。
例えば、n本のベクトル x1, …, xn に対して、その算術平均は
{\displaystyle {\frac {{\boldsymbol {x}}_{1}+\dots +{\boldsymbol {x}}_{n}}{n}}}
となる。
特に n = 3 の場合、{\displaystyle {\frac {{\boldsymbol {x}}_{1}+{\boldsymbol {x}}_{2}+{\boldsymbol {x}}_{3}}{3}}} となり、これは x1, x2, x3 が表す点を頂点とする三角形の重心の位置ベクトルに等しい。
一般には、{\displaystyle {\frac {{\boldsymbol {x}}_{1}+\dots +{\boldsymbol {x}}_{n}}{n}}} は x1, …, xn を頂点とするn単体の重心の位置ベクトルである。